# لوس سيرالبوس
لوس سيرالبوس (بالإنجليزية: Los Cerralbos)‏ هي بلدية ومدينة في منطقة الحكم الذاتي كاستيا-لا مانتشا وتقع في مقاطعة طليطلة في وسط إسبانيا. تبلغ مساحة هذه المدينة 40 (كم²)، ويبلغ عدد سكانها 431 نسمة حسب إحصاء المعهد الوطني الإسباني سنة 2008 م.